# Vasile Traian Pop
Vasile Traian Pop (n. 21 martie 1892, Băbășești  – d. 27 iulie 1966) a fost un deputat în Marea Adunare Națională de la Alba Iulia, organismul legislativ reprezentativ al „tuturor românilor din Transilvania, Banat și Țara Ungurească”, cel care a adoptat hotărârea privind Unirea Transilvaniei cu România, la 1 decembrie 1918.:p. 275

## Biografie
Vasile Traian Pop s-a născut în localitatea Băbășești, la data de 21 martie 1892.  A fost profesor la Preparandia din Gherla. A decedat în anul 1966 la data de 27 iulie.:p. 275

## Educație și studii
A studiat la Budapesta.:p. 275

## Activitate politică
A fost delegat al cercului electoral Medieș  la Marea Adunare Națională de la Alba Iulia din 18 noiembrie/ 1 decembrie 1918.